# Nadir Çiftçi
Nadir Çiftçi (* 12. Februar 1992 in Elazığ, Türkei) ist ein türkisch-niederländischer Fußballspieler.

## Karriere

### Karrierebeginn in den Niederlanden
Seine aktive Karriere als Fußballspieler hatte Çiftçi in den Niederlanden beim damaligen VV Haaglandia begonnen, noch bevor dieser im Jahre 2005 neugegründet wurde. Beim Verein spielte er mehrere Jahre im Nachwuchsbereich und wechselte im Jahre 2003 in die Nachwuchsabteilung des ADO Den Haag. Dort war er über mehrere Jahre aktiv, durchlief die verschiedensten Jugendspielklassen und wurde in die verschiedenen niederländischen Nachwuchsnationalteams einberufen. Nachdem sein Talent bereits beim Klub aus Den Haag gefördert worden war, bekam der damals 15-Jährige im Jahre 2008 ein Angebot aus England. Der FC Portsmouth holte den Stürmer in seine Jugendabteilung, für den er fortan in der Akademie zum Einsatz kam. Nach einigen Jahren im Nachwuchsbereich wurde Çiftçi für die Saison 2010/11 erstmals in den Profikader des gerade abgestiegenen Premier-League-Klubs geholt und trainierte mit dem Profiteam mit.

### Profidebüt für den FC Portsmouth
Çiftçi unterschrieb im Juni 2010 seinen ersten Profivertrag und nahm danach an einer Nordamerikatour des Profiteams teil. Dabei kam er in verschiedenen Spielen zum Einsatz. Nach der Rückkehr nach England gab er am 7. August 2010 sein Pflichtspieldebüt für den FC Portsmouth. Dabei wurde der 18-Jährige bei der 0:2-Niederlage gegen Coventry City in der 73. Spielminute für Richard Hughes eingewechselt. Seinen ersten Pflichtspieltreffer erzielte er bei seinem zweiten Pflichtspieleinsatz, einem 2:1-Sieg über den FC Stevenage im League Cup der Spielzeit 2010/11, in der achten Spielminute zum 1:0 und spielte über die volle Dauer der Partie. In der Liga erzielte er am 14. August 2010 beim 1:1 im Heimspiel gegen den FC Reading seinen ersten Treffer. Auch hierbei war der 18-Jährige wieder über die volle Spieldauer im Einsatz.
Zur Saison 2011/12 wechselte er in die türkische Süper Lig zum mittelanatolischen Verein Kayserispor. Bereits nach einer Spielzeit wurde sein Vertrag im gegenseitigen Einvernehmen aufgelöst. Zur Saison 2012/13 unterschrieb er einen Dreijahresvertrag bei NAC Breda, blieb dort jedoch nur eine Saison, um hernach zum schottischen Erstligisten Dundee United zu wechseln. Bei United zeigte sich Çiftçi sehr Treffsicher und erzielte in den ersten beiden Spielzeiten in 68 Spielen 25 Tore. Im Juli wurde er für eine Ablösesumme von 1,5 £ Mio. an Celtic Glasgow transferiert, Çiftçi unterschrieb einen Vierjahresvertrag. Sein Pflichtspieldebüt für die Bhoys gab er in der 2. Qualifikationsrunde der Champions-League-Saison 2015/16 gegen den isländischen Vertreter UMF Stjarnan.
Am letzten Tag der Wintertransferperiode 2015/16 wurde Çiftçi zum türkischen Erstligisten Eskişehirspor ausgeliehen. Danach folgten Leihwechsel zu Pogoń Stettin und Plymouth Argyle. Im Januar 2018 verlieh ihn Celtic an den FC Motherwell.
Im Sommer 2018 wechselte er zum türkischen Zweitligisten Gençlerbirliği Ankara.

### Nachwuchsnationalteams
Erste internationale Erfahrung sammelte Çiftçi im Jahre 2007, als er erstmals in die niederländische U-15-Nationalmannschaft berufen wurde. Im Folgejahr erfolgte zuerst die Einberufung in den U-16-Nationalteamkader der Niederlande gefolgt von der Aufnahme in die niederländische U-17-Auswahl, für die er ebenfalls bereits einige Länderspiele absolvierte.
Nach seinem Wechsel in die Türkei zum Erstligisten Kayserispor entschloss sich Çiftçi, für die türkischen Nationalmannschaften aufzulaufen. So absolvierte er 2011 sieben Länderspiele für die türkische U-19-Nationalmannschaft.